# Midnight Offerings
Midnight Offerings (conocida como Ofrendas de Medianoche en Latinoamérica y Ritos de Medianoche en España) es una película de terror estadounidense de 1981, dirigida por Rod Holcomb.

## Argumento
Vivian es una chica que tiene poderes mágicos. Su novio David, ya está cansado de ella y conoce a Robin, otra chica que al igual que Vivian también posee poderes mágicos. Cuando estas se conocen, comenzará una guerra mental entre las dos chicas.

## Reparto
- Melissa Sue Anderson...Vivian Sotherland
- Mary Beth McDonough ...Robin Prentiss
- Patrick Cassidy ... David Sterling
- Marion Ross...Emily Moore
- Gordon Jump... Sherm Sotherland
- Cathryn Damon...Diane Sotherland
- Ray Girardin ...Clausen